# Ivo Baljkas
Ivo Baljkas (Šibenik, 28. svibnja 1892. – Zagreb, 17. ožujka 1977.), hrvatski novinar i političar.

## Životopis

### Počeci
Osnovnu školu polazio je u Šibeniku. Školovanje prekida 1906. Zapošljava ga u svojoj odvjetničkoj pisarni pravaški prvak Ivan Krstelj.

### Novinarski rad
Kao već formiran socijaldemokrat, od 1912. radi u šibenskome Crvenom barjaku. Crveni vijak pokrenuo je 1919. s K. Brajerom i V. Matačićem. U svibnju te godine počinje raditi kao odgovorni urednik splitskog Oslobođenja, koje je uređivao do kraja 1920., kada je protjeran iz Splita u Šibenik. Šibenske novine Fabrika i njiva uređivao je od 1923. U proljeće 1925. godine imenovan je urednikom zagrebačke Radničke borbe, koja tada izlazi kao organ legalne Nezavisne radničke partije Jugoslavije (NRPJ).
U splitskoj Jadranskoj pošti radio je 1927. – 1928. Te je godine 1. ožujka pokrenuo Radnički odjek, koji je zabranjen 15. rujna te godine. 
Za i poslije drugoga svjetskog rata bio je urednik u splitskoj Slobodnoj Dalmaciji, zamjenik glavnog urednika u zagrebačkom Vjesniku, urednik u zagrebačkome Narodnom listu, a od 1953. do umirovljenja 1956. kao lektor i redaktor u Vjesniku u srijedu, gdje je nastavio više godina honorarno raditi isti posao. Tu je znatno utjecao na kulturu novinskog pisma u Hrvatskoj (dugo se spominjala Baljkasova škola, njezin važan izdanak je na primjer Marko Grčić).

### Politički rad
Baljkas je prije prvoga svjetskog rata bio aktivist Socijaldemokratske stranke Dalmacije. Zato ga je Austro-Ugarska kao socijalista internirala 1914. – 1917., a zatim mobilizirala u vojsku. Po završetku rata odselio se u Split, gdje je organizirao uključivanje Socijaldemokratske stranke Dalmacije u Socijalističku radničku partiju Jugoslavije (komunista). Na II kongresu KPJ u Vukovaru 1920. izabran je kao delegat Dalmacije u Centralno partijsko vijeće. Jugoslavenske vlasti protjerale su ga ubrzo nakon toga iz Splita u Šibenik, a talijanske talijanske vlasti internirale su ga na Žirju, gdje je zadržan do ljeta 1921“.
Baljkas je dvadesetih godina, zajedno s Ivanom Marićem i Vickom Jelaskom bio javno najistaknutiji komunist u Dalmaciji. Pripadali su lijevoj frakciji, kako je nazvana tridesetih godina. Baljkas je bio pobornik legalizacije i izborne suradnje s antirežimskim građanskim strankama.
Za političkog sekretara Pokrajinskog sekretarijata KPJ za Dalmaciju izabran je 1922. Sredinom siječnja 1923. prisustvuje osnivačkom sastanku legalne NRPJ u Beogradu, gdje je izabran u Centralno partijsko vijeće te se vraća u Dalmaciju potičući osnivanje organizacija i vijeća NRPJ. Bio je nositelj izborne liste NRPJ splitskog kotara na izborima za Narodnu skupštinu. Sljedeće godine izabran je u Zemaljsko vijeće NRPJ, a 1925. postaje njezin sekretar za zagrebačku oblast. Na III kongresu KPJ u Beču 1926. bio je delegat te je opet izabran za člana CK KPJ. Partijski je kažnjen 1927. zbog suradnje s građanskim strankama.  Nakon Marićeva pisma u ime dalmatinskih komunista Komunističkoj internacionali 1928., u kojemu je optužio Milana Gorkića (Josipa Čižinskoga) za podršku Trockome, vodstvo KPJ u Splitu je raspušteno, a Marić, Jelaska i Baljkas bili su suspendirani. Nedugo zatim sva trojica su bili uhićeni te ih je policija premlatila.
Nakon uspostavljanja Šestosiječanjske diktature emigrirao je 1929. u Argentinu, odakle se vratio u ožujku 1936., kada je kratko boravio u Parizu.
Vratio se zatim u Split i ponovo uključen u Pokrajinski komitet KPJ za Dalmaciju.  Baljkas je, zajedno s Marićem i Jelaskom, ušao 1936. u sukob s organizacionim sekretarom KPJ Josipom Brozom, suprotstavljajući se novoj „antifrakcijskoj“ liniji. Broz ih je smijenio, imenovavši novi Pokrajinski komitet kojemu je na čelo postavio radnika Vicka Krstulovića.  Baljkasa je, zajedno s Marićem i Jelaskom, Centralni komitet KPJ na sjednici sredinom ožujka 1939. isključio iz KPJ, uz prethodnu suglasnost Komunističke internacionale.
Od 1941. do kapitulacije Italije u rujnu 1943. bio je interniran u Arianu Irpinu (južno od Napulja). Vrativši se u Dalmaciju pridružio se Narodnooslobodilačkom pokretu.

## Djela
- O oblasnom proračunu splitske oblasti za g. 1927. Zagreb 1927.
- Agenti buržoazije u radničkim ustanovama. Split 1928.